# 约瑟夫·熊彼特
約瑟夫·阿洛伊斯·熊彼特（德語：Joseph Alois Schumpeter，發音：[ˈʃʊmpeːtɐ]；1883年2月8日—1950年1月8日）是奧地利一位有深遠影響的政治經濟學家。

## 生平
熊彼特在1883年出生於奧匈帝國摩拉維亞省特熱什季（今捷克共和國），1893年遷居維也納。
當時還迷戀著古代希臘與拉丁文的熊彼特在1901年入讀維也納大學法學系後，馬上迷上社會學。特別是上了奧地利學派學者的課，譬如弗里德里希·冯·维塞尔，歐根·博姆-巴維克和卡尔·门格尔，便開始不斷探索經濟學。
1906年獲維也納大學法學博士，1919年任奧國財政部長，1926年回任德國波昂大學。在納粹興起之後，1932年移居美國，取得公民資格，任教於哈佛大學經濟學系。1950年1月8日，熊彼得在康乃狄克州塔科尼克去世，終年66歲。
因主張自由主義資本經濟制度，與凯恩斯理論間相互對立，雖然他的經濟學說並不如凱因斯在生前獲得很大的迴響，但研究者咸認為他對於經濟學科的思想史有著很大的貢獻，於哈佛任教期間引介計量經濟理論的研究，豎立該校於經濟研究的重鎮地位。
在經濟學領域中，他使「創造性破壞」一詞人人皆知。
個人方面，熊彼得為人熟知的是他為自己立下三個人生目標：成為偉大經濟學家、大情人和技藝高超的騎術家。

## 重要學說主張
- 「经济循環」（Business cycle）－根據其說法，類似「景氣循環」的主張早在19世紀的1830年代就被英國經濟學家湯瑪斯·圖克（英语：Thomas Tooke）採用其時代的經濟學術語提出過了，後來在重要的經濟學家著作中也都約略地提到過這個概念，比如在李嘉圖、馬歇爾、龐巴維克跟馬克思……等人的著作中。熊彼得認為自己只不過是將景氣循環的定義與作用給明確地展示出來之人而已。其中他对朱格拉周期、基钦周期和康德拉季耶夫周期进行了综合分折。
- 「創新」（Innovation）－將原始生產要素重新排列組合為新的生產方式，以求提高效率、降低成本的一個經濟過程。在熊彼得的經濟模型中，能夠成功「創新」的人便能夠擺脫利潤遞減的困境而生存下來，那些不能夠成功地重新組合生產要素之人會最先被市場淘汰。
- 「資本主義的創造性破壞」（The creative destruction of capitalism）－當景氣循環到谷底的同時，也是某些企業家不得不考慮退出市場或是另一些企業家必須要「創新」以求生存的時候。只要將多餘的競爭者篩除或是有一些成功的「創新」產生，便會使景氣提升、生產效率提高，但是當某一產業又重新是有利可圖的時候，它又會吸引新的競爭者投入，然後又是一次利潤遞減的過程，回到之前的狀態……所以說每一次的蕭條都包括著一次技術革新的可能，這句話也可以反過來陳述為：技術革新的結果便是可預期的下一次蕭條。在熊彼得看來，資本主義的創造性與毀滅性因此是同源的。但熊彼得並不認為資本主義的優越性便是由於其自己產生的動力將而不停地推動自身發展，他相信資本主義經濟最終將因為無法承受其快速膨脹帶來的能量而崩潰於其自身的規模。
- 「菁英民主理論」－民主程序論或稱為「菁英競爭式民主理論」。在其代表作《資本主義、社會主義與民主》一書中，熊彼德採用他那德國歷史學派的老成語調提出了他對於民主理論的觀察。他主張：西方兩百年間主要的民主理論皆建立在不真實的前提之上，比如說這些民主理論不經考察投票人是否具有對投票內容的專業認識便以為多數的意見優於少數的意見。他認為這樣的民主學說僅僅是空想，與事實完全脫節，更沒有真實地闡述政府權力的來源。熊彼得認為他的看法才是符合人類歷史經驗的：民主僅是產生治理者的一個過程，而且還不是一個必要過程，無論人民參與民主的程度有多少，政治權力始終都是在菁英階層當中轉讓。與其主張資本主義即將崩塌時一樣，這兩個主張都被認為是歷史主義者的悲觀論點。無論如何，熊彼得的「菁英競爭式民主理論」引起了政治學者的觀注，其中以反駁者居多，另外有人將熊彼得的學說與義大利社會學家巴烈圖的「菁英循環」說並列為菁英政治學說的兩大經典。

## 身後影響
- 被譽為「現代企業管理學之父」的彼得·杜拉克一向承認其深受熊彼德的影響。他與熊彼德同樣強調企業家在「繁榮」這個目的上所扮演的角色比資本家更為關鍵，並且改良了熊彼得對於菁英的看法，更多於強調菁英分子的社會責任。另外他也同意「創新」便是生產要素的重新排列，且更深入的剖析了創新的價值。此外在他對於「泡沫經濟」的觀察中也可看出很明顯的熊彼得學說影響。

- 1931年熊彼德訪問日本並做了三場對經濟系學生的演說，後來證實為熊彼德在日本青年經濟學者心中留下了極深刻的印象，有幾位當時坐在臺下的學生後來成為熊彼德學說在日本的引介人。回到美國後的熊彼德也對於哈佛大學經濟學系中幾位來自日本的留學生特別關愛。其終生都很欣賞日本文化。就是因為其對日本文化的友善態度並這幾位學生畢生對老師的推崇，使得熊彼德在日本的知名度高過其在亞洲其他國家。這幾位學者包括中山伊知郎（波昂大學時期學生、前一橋大學校長）、東畑精一（同前）、都留重人（哈佛大學時期學生、前一橋大學校長）、高田保馬（聽講時已是經濟學者）。這些人又影響了後一代的經濟學家如塩野谷祐一（前一橋大學校長）、與根井雅弘，其中塩野谷祐一是目前日本公認的熊彼德研究權威。

## 著作書目
- 《方法論的個人主義》, 1908年[5]
- 《經濟發展理論》，1911年發表德文版，1912年英文版
- 《經濟理論與方法：歷史札記》, 1914年版[6]
- 《經濟發展理論》第二版，1926年。有做大幅修改，加上副標「企業者的利潤、資本、信貸、利息及景氣循環」
- 《景氣循環論》，1939年出版
- 《資本主義、社會主義與民主》，1942年出版
- 《經濟分析史》，1954年[紐約]出版。熊彼德死後由遺孀包蒂（Elizabeth Boody）整理發表。